# Bérénice de Cyrénaïque

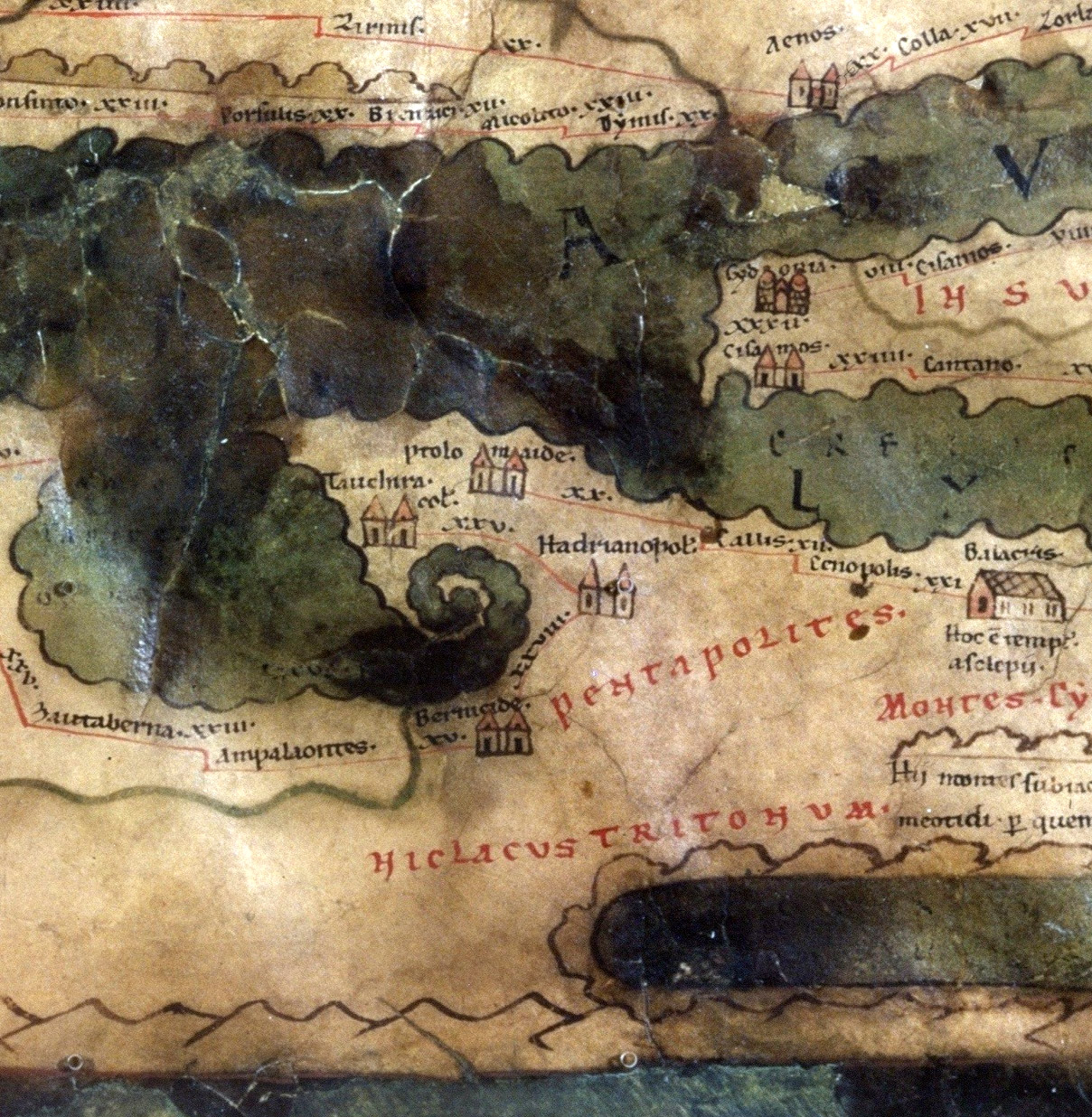
Euespérides fut refondée sous le nom de Bérénice et devint une partie de la Pentapole romaine. Cette section de l'itinéraire romain de la Tabula Peutingeriana (carte routière) montre Bérénice et les autres villes de la Pentapole léguées à Rome.

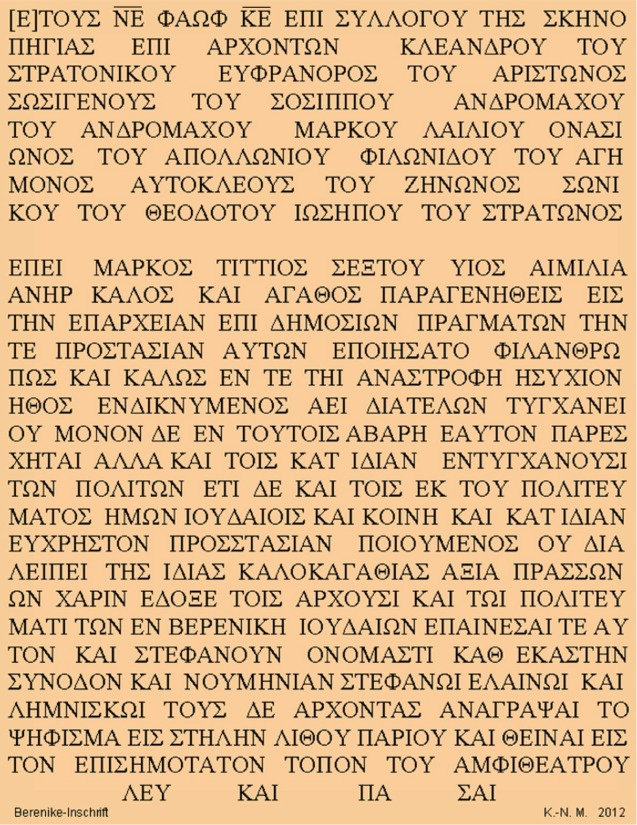
Inscriptions de Bérénikè

Bérénice de Cyrénaïque (en grec ancien : Βερενίκη), est une ville antique de l'époque grecque et romaine près de Benghazi dans l'actuelle Libye, du nom de Bérénice II d'Égypte. Cette ville se situait sur un terrain surélevé dans ce qui est de nos jours la banlieue orientale de Benghazi de Sebkha Es-Selmani (Es-Selmani Marsh).

## Histoire
Colonie grecque à sa fondation, la ville devient romaine lorsque la Cyrénaïque prend le statut de province romaine en étant léguée à Rome par Ptolémée Apion à sa mort en 96 av. J.-C.. Les villes de Pentapole, comme Bérénice, étaient libres dans leur organisation. Cependant, en 78 av. J.-C., la Cyrénaïque devient officiellement organisée en une seule province administrative avec la Crète. Elle prend ensuite le statut de province sénatoriale en 20 av. J.-C., tout comme son voisin occidental beaucoup plus important , l'Africa proconsularis. En 296, Dioclétien divise en deux la Cyrénaïque : la Libye inférieure et la Libye supérieure (qui comprenait Bérénice et les autres villes de la Pentapole, avec Cyrène comme capitale). Pendant les 600 ans de son existence, Bérénice prospère comme ville romaine. 
La Bérénice romaine compte plusieurs structures, et les sols de plusieurs bâtiments importants comportent des mosaïques. Un bain public, et des églises, sont construits plus tard.

## Religion
À l'époque païenne, Bérénice se caractérise par un important culte d'Apollon. De plus, une synagogue s'y trouve, fréquentée par une communauté juive. Beaucoup des premiers chrétiens étaient Sabelliens ou Carpocrations non trinitaires. Après le Concile de Nicée en 325 apr. J.-C., la Cyrénaïque a été reconnue comme une province ecclésiastique du Siège d'Alexandrie, étant également le siège d'un ancien évêché de la province romaine de Libye Pentapolitana (Cirenaica) ,. Aujourd'hui, Bérénice survit en tant qu'évêché titulaire mais le siège est vacant depuis le 27 octobre 1968.
En 431, Bernice fut conquise par les Vandales ariens. Au VIe siècle, la ville passe sous la domination de l'orthodoxe Justinien Ier.

### Évêques connus
- Ammon (fl. 260)
- Dachis (fl.325) (Arien)
- Probazio (fl.394)
- Thomas Francis Hickey (18 février 1905 - 18 janvier 1909 succéda à l'évêque catholique de Rochester)
- Ovide Charlebois, (8 août 1910 - 20 novembre 1933, décédé)
- Alphonse Joseph Matthijsen (Matthysen), (11 décembre 1933 - 10 novembre 1959 nommé évêque de Bunia)
- Joseph Maria Phâm-Nang-Tinh (5 mars 1960 - 24 novembre 1960 nommé évêque de Bùi Chu)
- Antonius Hofmann (20 septembre 1961 - 27 octobre 1968 succède à l'évêque de Passau)